# Howard (film)
Pour les articles homonymes, voir Howard.
Pour plus de détails, voir Fiche technique et Distribution.
Howard est un film américain réalisé par Don Hahn, sorti en 2018.

## Synopsis
Un documentaire sur Howard Ashman, compositeur de la musique de films d'animation de Disney comme La Petite Sirène, La Belle et la Bête et Aladdin ainsi que de la comédie musicale Little Shop of Horrors. Le compositeur est mort du SIDA à l'âge de 40 ans.

## Fiche technique
- Titre : Howard
- Réalisation : Don Hahn
- Scénario : Don Hahn
- Musique : Alan Menken
- Montage : Stephen Yao
- Production : Don Hahn, Lori Korngiebel et Jonathan Polenz
- Société de production : Stone Circle Pictures
- Pays :  États-Unis
- Genre : Documentaire
- Durée : 94 minutes
- Dates de sortie : 
  -  États-Unis : 14 décembre 2018
  - Disney+ : 7 août 2020

## Distinctions
Le film est nommé au GLAAD Media Award du meilleur documentaire en 2021.